# Frase-passe
Uma frase-passe é uma sequência de palavras ou outro texto utilizado para controlar acesso ao sistema do computador, programa ou dados. A frase-passe é similar à utilização da palavra-passe, mas é geralmente mais longa para uma melhor segurança. As frases-passes são utilizadas frequentemente para controlar tanto o acesso quanto a operação de programas e sistemas criptográficos. As frases-passes são particularmente aplicáveis aos sistemas que utilizam a frase-passe como uma chave de encriptação. A origem do termo é por analogia com palavra-passe. O conceito moderno das frases-passes acredita-se ter sido inventado por Sigmund N. Porter em 1982.